# Tempel von Edfu
Der Tempel von Edfu ist eine altägyptische Tempelanlage am westlichen Rand der Stadt Edfu in Oberägypten. Die Stadt liegt am Westufer des Nil, etwa 100 Kilometer nördlich von Assuan und 85 Kilometer südlich von Luxor. Der Tempel gilt als einer der besterhaltenen in Ägypten.
Die Tempelanlage von Edfu war dem lokalen Gott Hor-Behdeti, dem „Horus von Edfu“, geweiht und entstand in der Zeit der Herrschaft der Ptolemäer über Ägypten. Horus trat dort außerdem in weiteren Erscheinungsformen des Gottes auf. Die Nebenform Behdeti verweist auf die Benennung der gesamten Edfu umgebenden Region als „südliches Behdet“. In griechisch-römischer Zeit hieß der Ort Ἀpóllônos pólis megálê beziehungsweise Apollinopolis Magna, was Dieter Kurth, Projektleiter des Edfu-Projekts der Akademie der Wissenschaften zu Göttingen, als Gleichsetzung erklärt: „Der Lokalgott Horus wurde mit dem griechischen Gott Apollon identifiziert.“

## Geschichte
| \| Djeba / Mesen / Behdet (Edfu) \| |
| Lage in Ägypten                     |
| Djeba / Mesen / Behdet (Edfu)       |

Der Ort Edfu war seit der 5. Dynastie des Alten Reiches Hauptstadt des zweiten oberägyptischen Gaues (Wetjes-Hor; „Horus-Thron-Gau“ oder „Falkengau“). Der Sage nach bestand Horus hier in Edfu einen seiner größten Kämpfe gegen Seth. Während des Mittleren Reiches war Hor-Behdeti der Gaugott des „Horus-Thron-Gaus“, in griechisch-römischer Zeit übernahm Behdeti diese Funktion.

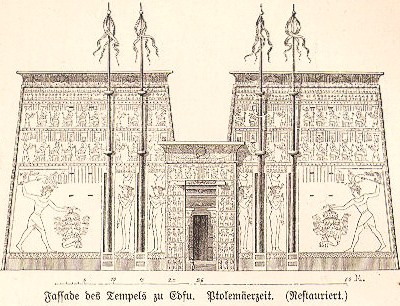
Rekonstruierte Tempelfassade (Pylon)

Der Tempel des „Horus von Edfu“ wurde im Zeitraum von 237 bis 57 v. Chr. erbaut. In der griechischen Antike, der Zeit der Ptolemäer, hieß Edfu Ἀpóllônos pólis megálê, benannt nach dem Gott Horus von Buto, der hier eine besondere Gast-Verehrung erfuhr. Im Tempel von Edfu wurden zwei Göttertriaden in die lokale Theologie eingebunden; einerseits Hor-Behdeti, Hathor von Dendara sowie Ihi und andererseits Isis, Harsomtus sowie Harsomtus-pa-chered. Horus trat in Edfu ergänzend in mehreren Gastrollen auf, so beispielsweise als „Der von Behdet“, Hor-heri-wadjef, Hor-pa-chered, Hor-Behdeti-em-cheperuef-en-Re, Hor-Behdeti-em-set-wenep, Hor-Behdeti-Re-Min, Horus von Buto in Edfu (Apollon in Edfu), Harsiese im Falkengau und Harsiese in Edfu.
Neben dem Tempel des Hor-Behdeti stehen noch ansehnliche Reste der antiken Stadt. Der Tempel von Edfu war lange Zeit bis zu den Kapitellen mit Sand überdeckt, was seinen guten Erhaltungszustand erklärt. An seinen Seitenrändern standen auf den Sandmassen noch im 19. Jahrhundert Häuser der einheimischen Fellachen. Fast einhundert der Gebäude wurden ab 1860 bei der Freilegung der Tempelanlagen unter Auguste Mariette abgerissen.
In der jüngeren Geschichte Ägyptens entwickelte sich der Standort der Tempelanlage zu einem Anziehungspunkt für den Tourismus. Die Besichtigung des Tempels von Edfu ist fester Bestandteil der Flussreisen auf dem Nil zwischen dem nördlichen Luxor und dem südlich gelegenen Assuan. Die Anlegestelle der auf dem Nil verkehrenden Kreuzfahrtschiffe liegt etwa 850 Meter östlich der Tempelanlage.

### Baugeschichte des Tempels

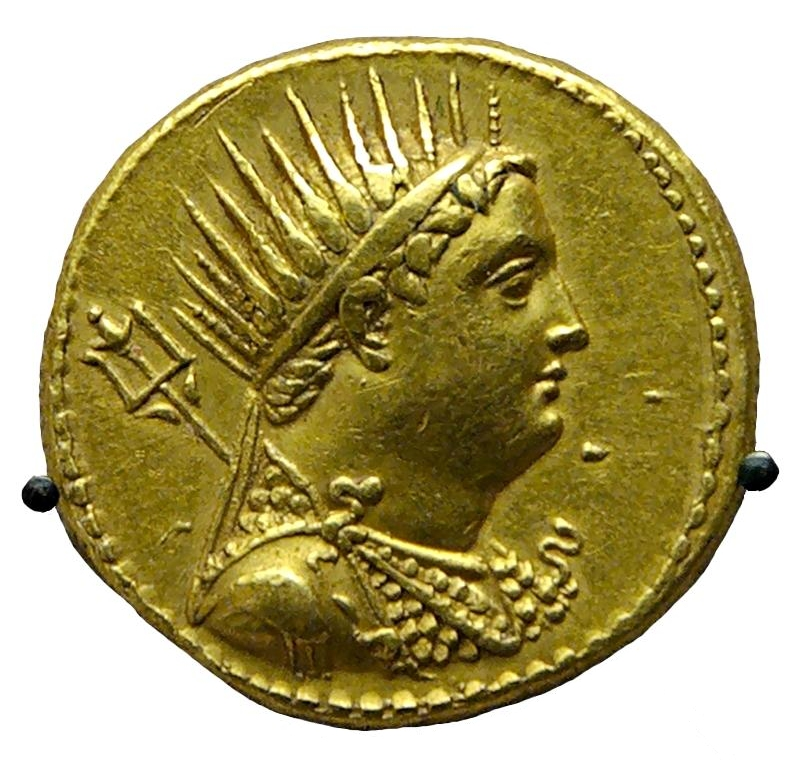
Ptolemaios III.

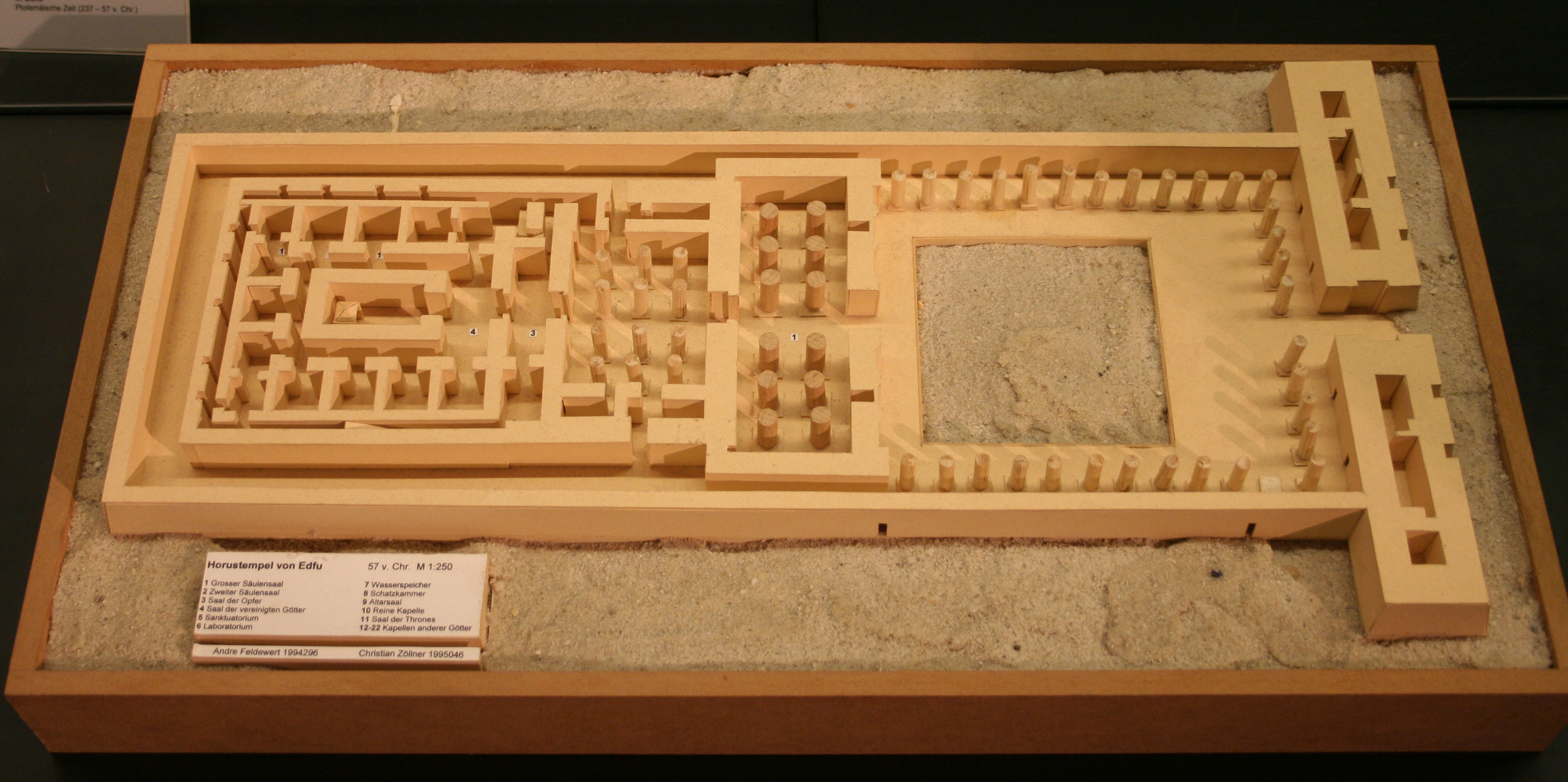
Modell des Tempels

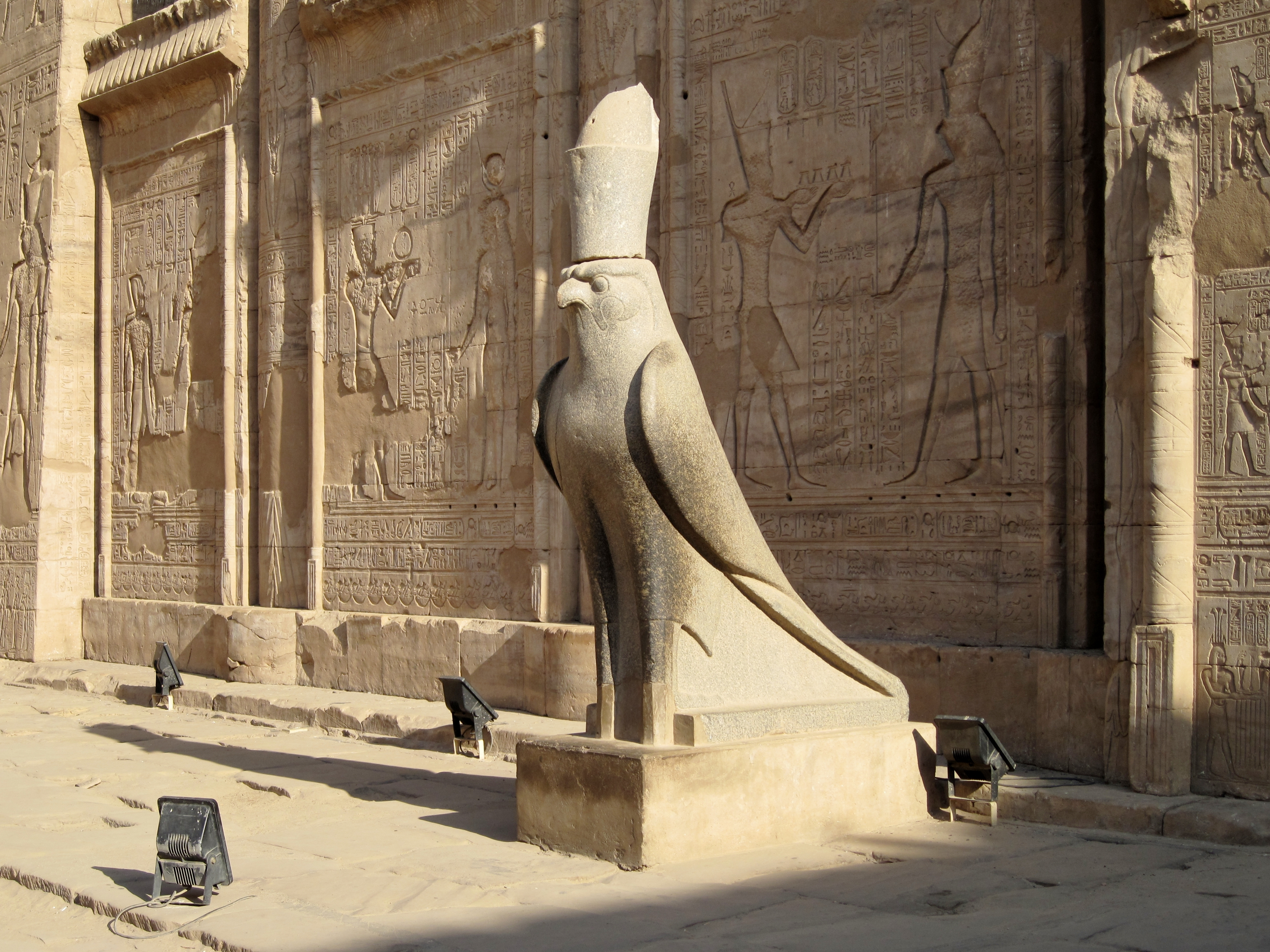
Statue des Hor-Behdeti

Die Gründung des Tempels von Edfu, bezeichnet als Haus des Hor-Behdeti mit dem Beinamen Hwt-kn („Haus des Starken“), erfolgte im zehnten Regierungsjahr des Pharao Ptolemaios III. Euergetes I., dem Folgejahr des Erlassjahres des Kanopus-Dekrets. Nach heutiger Zeitrechnung fand diese Grundsteinlegung am 23. August des Jahres 237 v. Chr. statt (nach Dieter Arnold). In einer Inschrift des Tempelgebäudes heißt es:

„Dieser schöne Tag im 10. [Regierungsjahr], (Tag) 7 des Monats Epiphi zur Zeit der Majestät [des Sohnes] des Re (Ptolemaios III. Euergetes I.) war der Tag des Senut-Festes, als man die Ausmaße (des Baues) auf dem Erdboden festlegte, (es) war das erste aller Senut-Feste anläßlich des Strickespannens bei der Gründung des Großen-Sitzes-des-Re-Harachte (Edfu), der Gründung des Thronsitzes-des-Schützers-seines-Vaters (Edfu). Der König selbst und die Göttin Seschat, die Große legten den Grundriß des Ersten-Heiligtums (Edfu) fest; die richtige Lage seiner Räume wurde bestimmt von den Göttern des Schöpfungswortes gemeinsam mit dem Herrn der Hedenpflanze (Thot), die Chnumgötter begannen zu formen, Ptah bildete und die erste Urgötterschaft war in Jubel ausgebrochen rings umher. […] Dekoriert wurden die Wände in seinem Inneren aufs vortrefflichste mit Reliefs, mit den Figuren der Götter und den Bildern der Göttinnen sowie mit (all) der Pracht des Herrlichkeit-Schaffenden (Edfu).“

Eine weitere Tempelinschrift, angebracht auf dem Naos des Tempels, schreibt Imhotep, Sohn des Ptah, die Anregung zu dem Projekt zu. Da Imhotep jedoch Wesir des Pharao Djoser war, des zweiten Königs der 3. Dynastie des Alten Reiches, der von um 2720 bis 2700 v. Chr. Ägypten regierte, scheint hier eine symbolhafte Inanspruchnahme vorzuliegen. Imhotep ist als Hohepriester des Ptah und erster großer Baumeister des Alten Reiches in die Geschichte eingegangen, verantwortlich für die Errichtung der Djoser-Pyramide. Als solcher wurde er durch spätere Architekten als ein mythischer Vorgänger verehrt, der im Neuen Reich sogar in Memphis und Theben als göttlich verehrter Sohn des Gottes Ptah galt. Die Zuschreibung des Tempels von Edfu sollte vermutlich die Gewähr für ein perfektes Bauwerk geben.
Der Nachfolger Ptolemaios IV. erbaute 212 v. Chr. das Allerheiligste im Tempel. In seinem 16. Regierungsjahr (206 v. Chr.) wurden nach Fertigstellung der Doppeltüren kurz vor deren Einhängen in die Tore weitere Tätigkeiten durch die Herrschaft der Gegenkönige Harwennefer sowie Anchwennefer und den damit verbundenen Unruhen unterbrochen. Ptolemaios VI. nahm erst 176 v. Chr. den Bau wieder auf. Im Jahr 147 v. Chr. wurde der eigentliche Tempel unter Ptolemaios VII. fertiggestellt. Die Weihung des Heiligtums erfolgte am 10. September 142 v. Chr. durch Ptolemaios VIII. Nachfolgend kam es zu weiteren Arbeiten am Gebäudekomplex, wie die Vorverlegung des Pronaos, der Vorhalle (140 bis 124 v Chr.), und in den Regierungszeiten Ptolemaios IX. und Ptolemaios X. die Errichtung des Säulenhofs mit dem davor aufragenden Pylon (116 bis 71 v. Chr.). Im 25. Regierungsjahr von Ptolemaios XII. wurden die Arbeiten am 5. Dezember 57 v. Chr. nach insgesamt 180 Jahren Bauzeit mit der Fertigstellung der Reliefs auf dem Pylon beendet.

### Tempelfeste
Der Tempel von Edfu war in ptolemäischer Zeit ein Ort wichtiger Feste zu Ehren der Götter des Horuskults. Neben dem Neujahrsfest feierte man hier jedes Jahr die Hochzeit des Horus von Edfu (Hor-Behdeti) mit der Hathor von Dendara (Hut-Hor-Iunet) sowie das Fest des Sieges von Horus über Seth aus dem Osiris- und Horusmythos. Im Tempel wurden auch lebende Falken in einem Vogelhaus, dem „Falkentempel“, aufgezogen, von denen man jährlich eines der Tiere im Tempelhof krönte und zum lebendigen Symbol des Horus machte. Von dem Vogelhaus sind keine Spuren mehr erhalten.
Die Inschriften des Edfu-Tempels sind für die Philologie von großer Bedeutung, da sie zu den größten zusammenhängenden Sammlungen von hieroglyphischen Texten der griechisch-römischen Zeit gehören. Seit 1986 übersetzt das Hamburger Edfu-Projekt diese Inschriften. Bislang sind in deutscher Sprache die Texte des Pylonen sowie der Außenseite der Umfassungsmauer publiziert.

## Tempelanlagen

### Der Tempel des Horus von Edfu

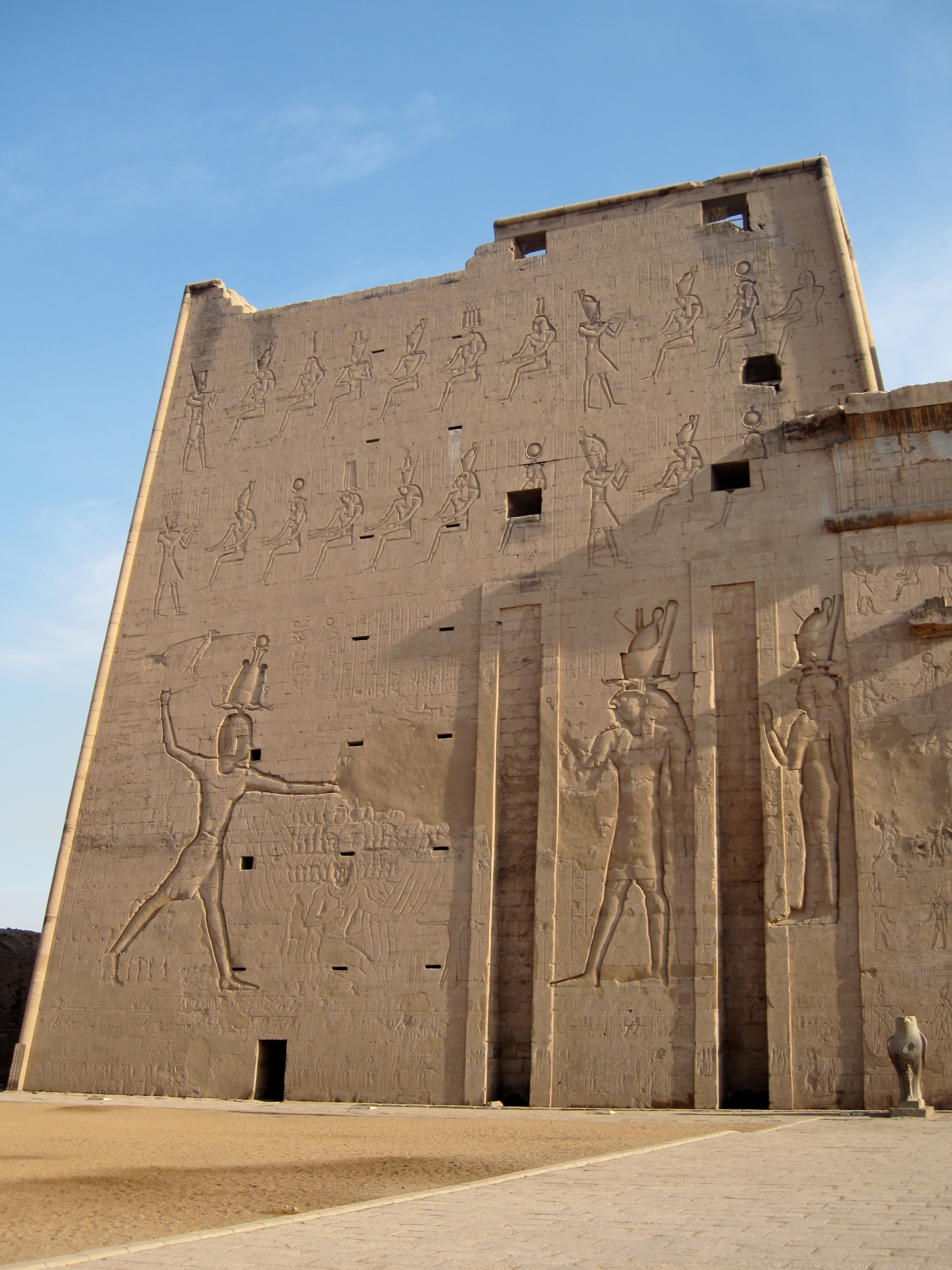
Westlicher Pylonenturm

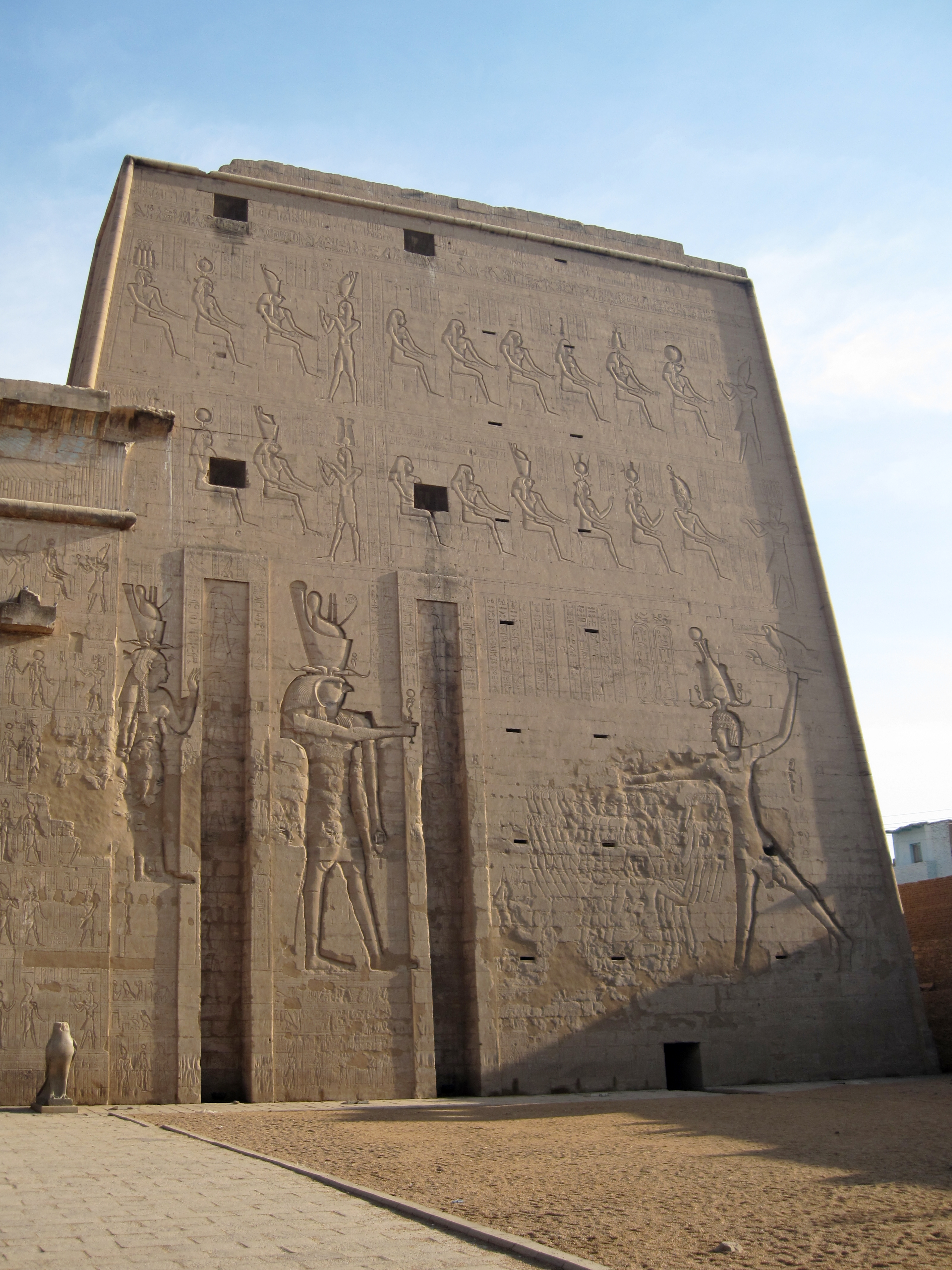
Östlicher Pylonenturm

Der Tempel von Edfu ist in seiner Nord-Süd-Ausrichtung 137 Meter lang und an der Pylonenfront 70 Meter breit. Ursprünglich war die Tempelanlage mit ihren Nebengebäuden, also der heilige Bezirk, komplett von einer Ziegelmauer umgeben, die heute noch teilweise erhalten ist. Der ursprünglich 33,5 Meter, heute nur noch 32,5 Meter hohe Pylon am südlichen Tempeleingang besteht aus zwei massiven Türmen, die das Hauptportal einrahmen. Sie wirken von außen massiv, weisen aber innen je ein Treppenhaus auf, welche auf acht Geschossen und acht Zwischengeschossen ehemalige Lagerräume erschließen.
Beidseitig des Portals sind jeweils zwei senkrechte Aussparungen in der Fassade erkennbar, die der Aufnahme von Fahnenmasten mit farbigen Fahnen dienten. Zwischen ihnen befinden sich auf beiden Seiten je ein Relief des Hauptgottes des Tempels Hor-Behdeti („Horus von Edfu“) und seitlich zum Portal ein kleineres Relief der Göttin Hut-Hor-Iunet („Hathor von Dendara“), einer lokalen Form der Göttin Hathor des Ortes Dendara 130 Kilometer nördlich von Edfu. Die Götter blicken nach außen auf zwei Großreliefs an jeder Fassadenseite, wo ihnen der Pharao Ptolemaios XII. (Neos Dionysos) Gefangene als Opfer darbringt. Vor dem Pylon stehen rechts und links des Tempeleingangs zwei Falkenstatuen aus schwarzem Granit. Diesen Horusdarstellungen fehlen heute ihre Kronen, die eine ähnliche Statue im Innenhof des Tempels noch trägt.
Nach Durchschreiten des Portals erreicht man den Vorhof des Tempels, eingefasst von 32 Säulen, die an den drei Seiten im Osten, Süden und Westen Kolonnaden bilden. Die Säulen haben unterschiedliche Kapitelle, doch gleichen sich die der einander gegenüberliegenden Säulen in ihrer Form. Die Nordseite des Pylons ist über der südlichen Säulenreihe wie dessen Fassade mit Reliefs geschmückt. Der Vorhof, auch „breiter Hof der Trankopfer“ genannt, weist vom Tempeleingang bis zum Pronaos eine Länge von 49 Metern und in Ost-West-Richtung eine Breite von 42,6 Metern auf.
An der Nordseite des Hofes bietet der in der Mitte zwischen sechs Säulen befindliche Eingang zum Pronaos, der Vorhalle, Zugang zum eigentlichen Tempelgebäude. Die neben dem Eingang befindlichen Säulenzwischenräume sind mit Interkolumnien-Mauern verschlossen, die etwa die halbe Höhe der Säulen erreichen und mit Reliefs verziert sind. Auf der linken Seite vor dem Eintritt in das Gebäude steht die schon oben erwähnte, mit der Doppelkrone Ober- und Unterägyptens versehene Statue eines Falken, gefertigt ebenso wie die beiden Statuen vor dem Pylon aus schwarzem Granit. Rechtsseitig liegen auf dem Boden die Reste einer zweiten gleichartigen Statue.

Gebäudeansichten des Tempels von Edfu
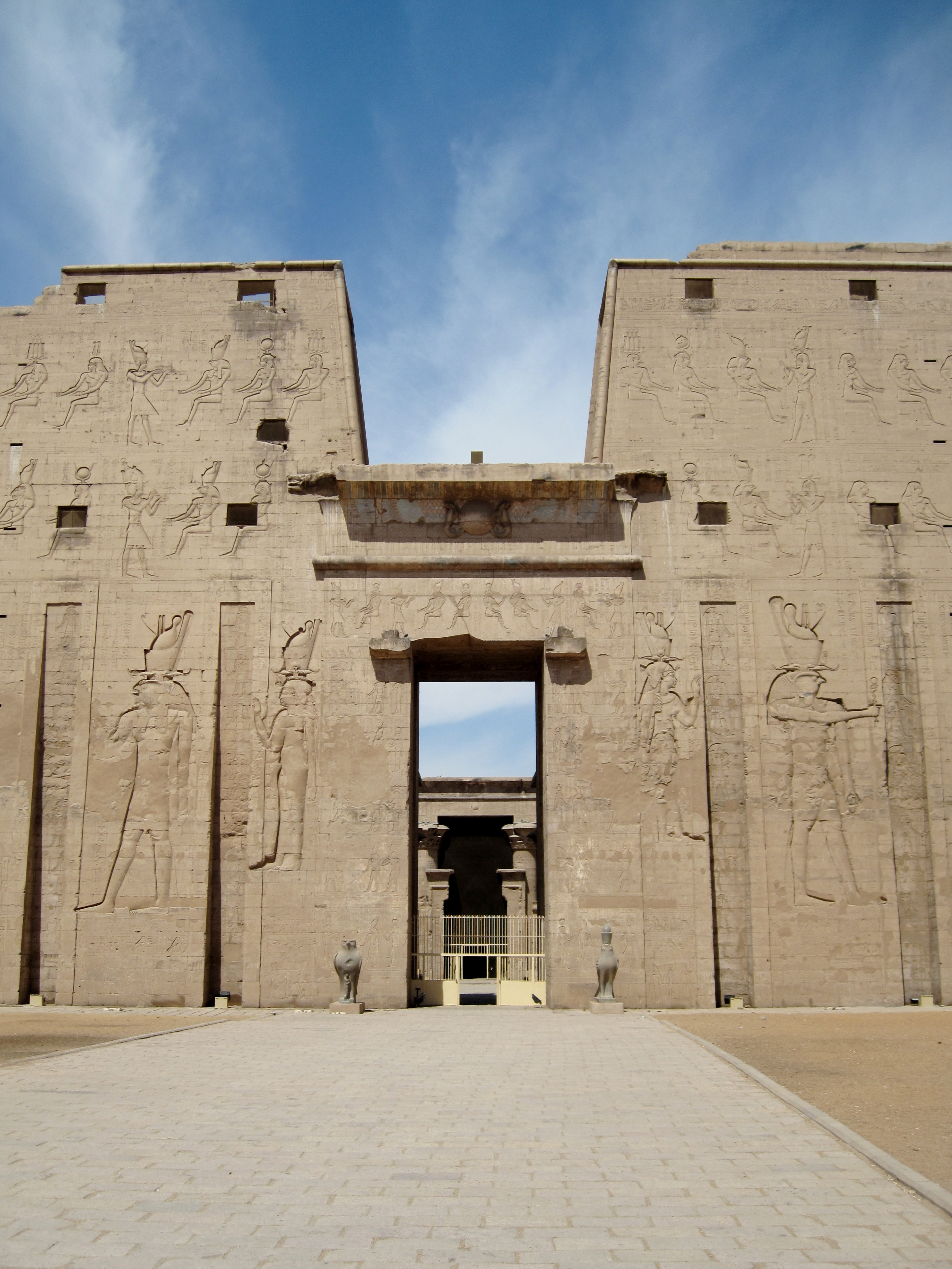
Portal im Pylon
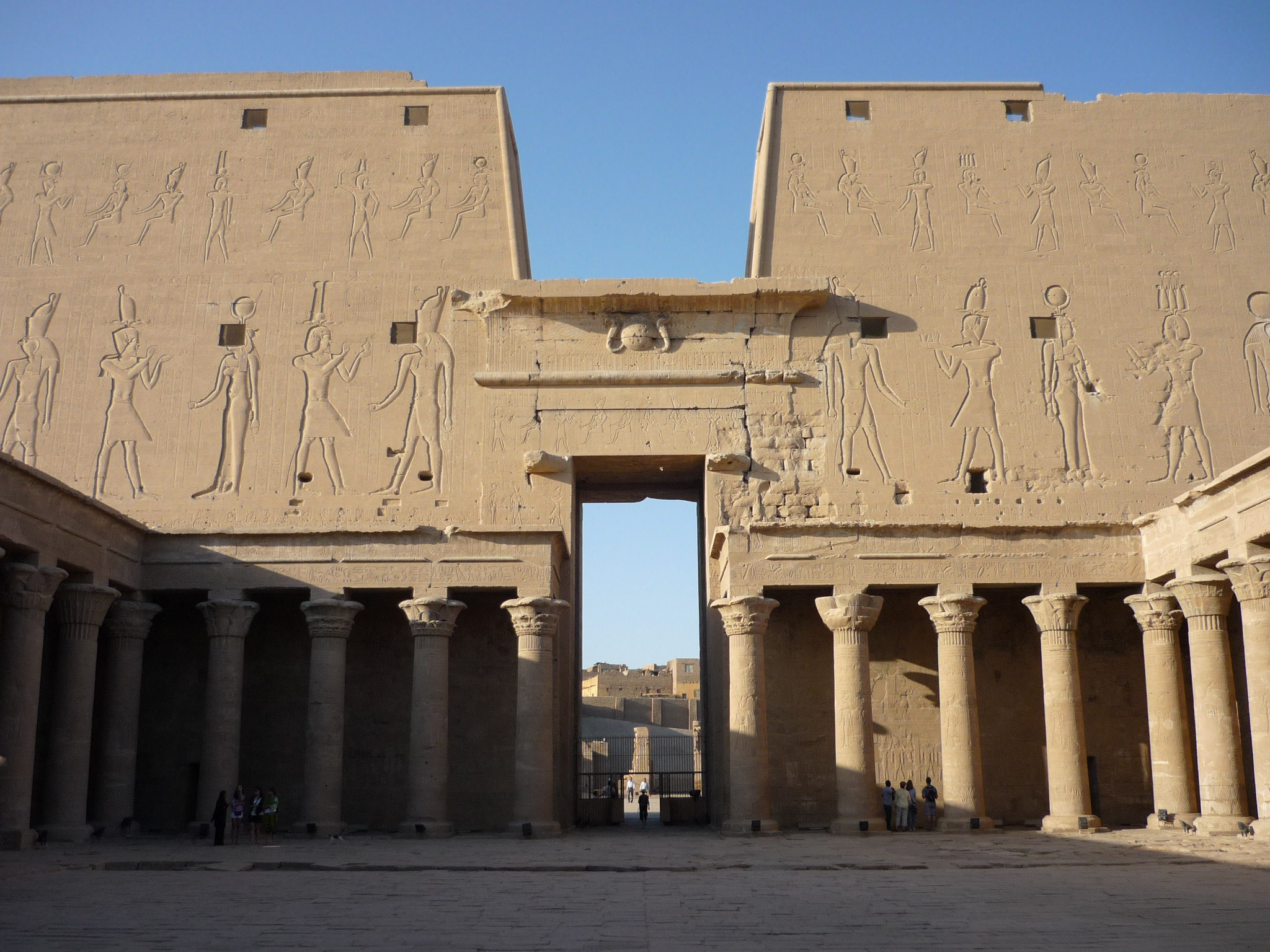
Nordseite des Pylonen
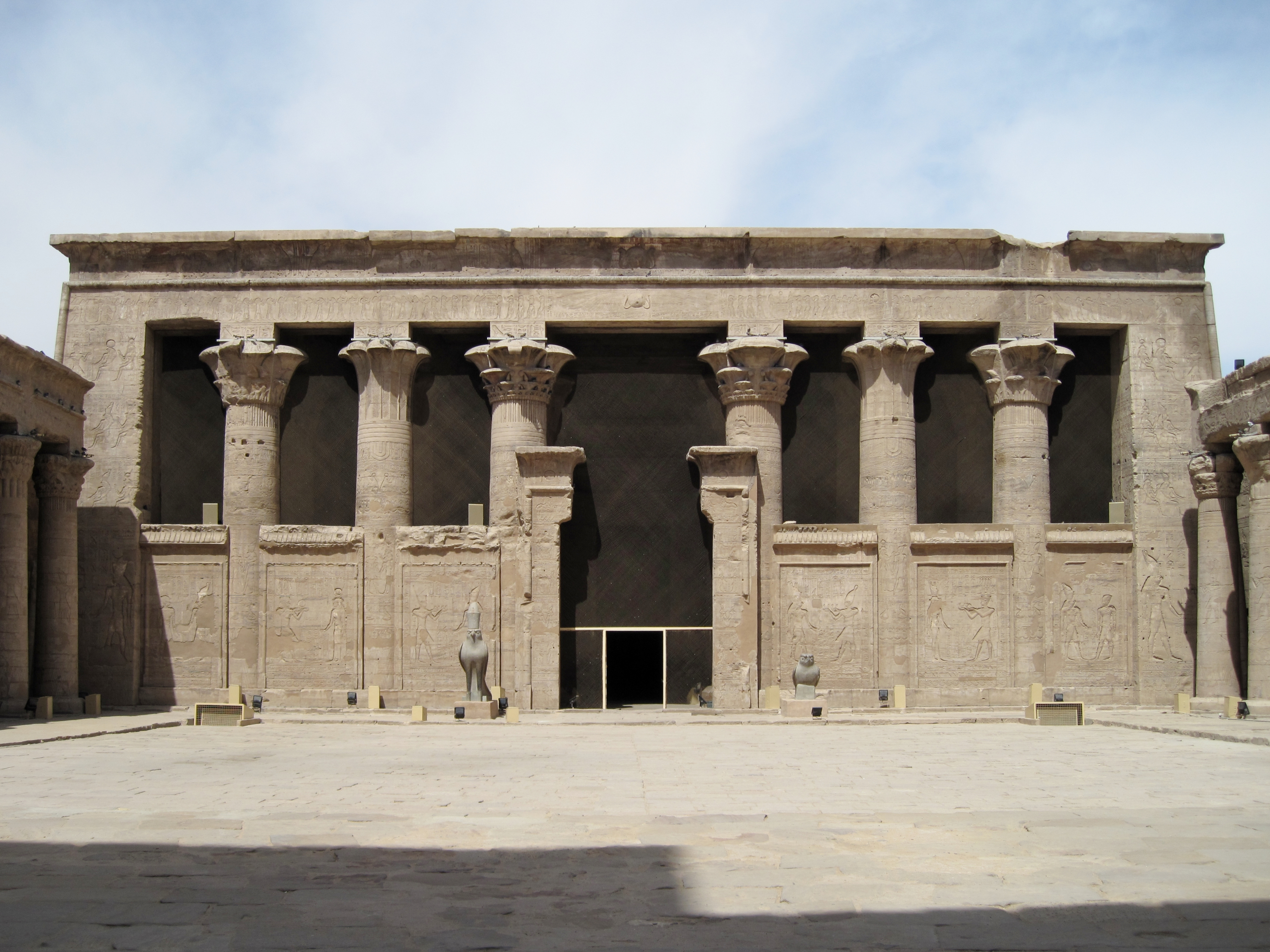
Vorhof des Tempels
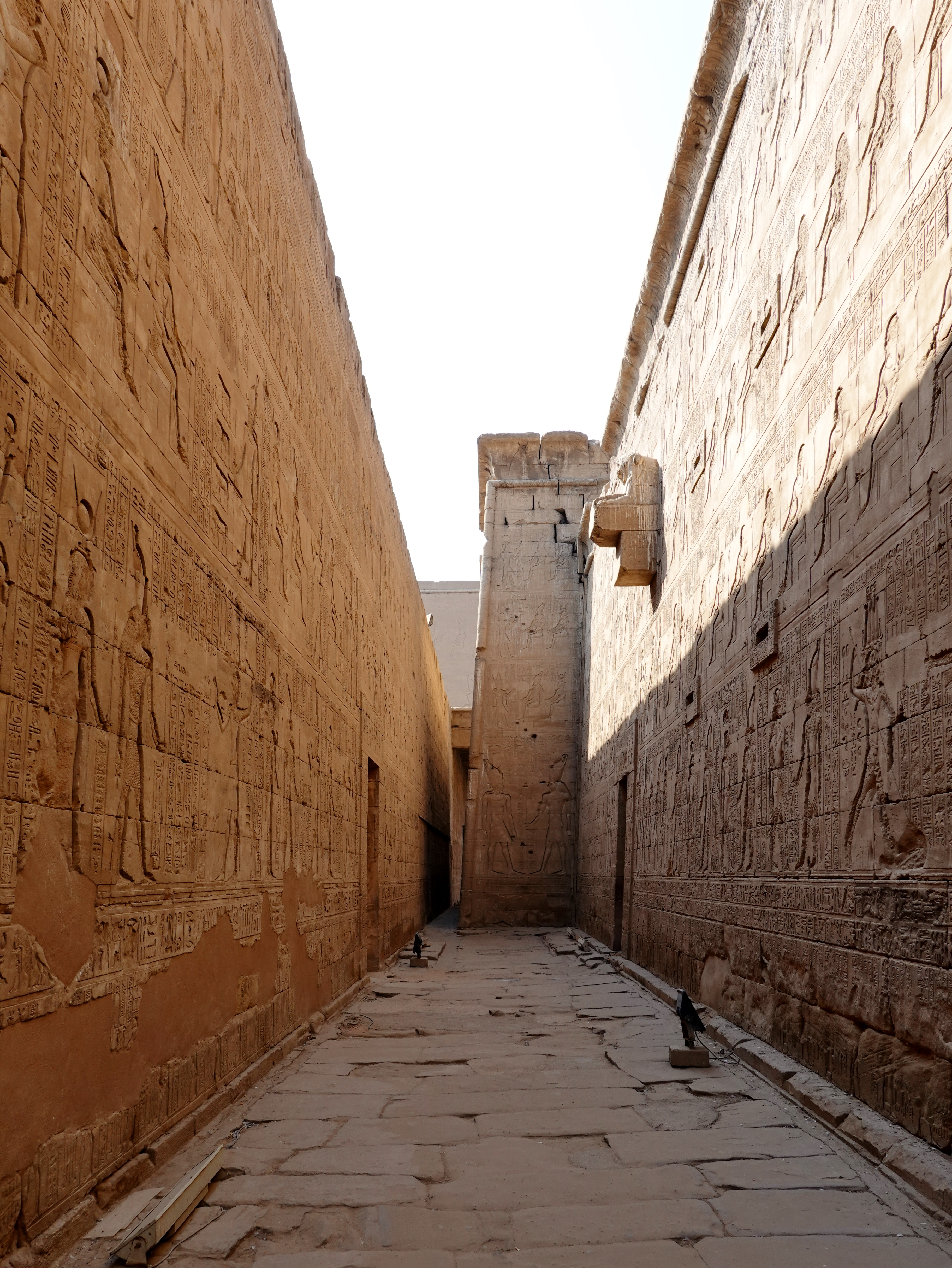
Wandelgang

Die als Pronaos oder erste Säulenhalle bezeichnete Vorhalle des Tempels von Edfu ist 25 Meter breit und in Richtung des Heiligtums fast 14 Meter lang. Sie besteht aus 18 Säulen, wobei die sechs äußeren Säulen der Südseite am Eingang mit eingerechnet sind. Die Säulen bilden insgesamt drei Reihen parallel zur Eingangsfront, davon zwei Reihen freistehend im Innenraum des Pronaos. Links und rechts des Eingangs liegen innerhalb der Vorhalle zwei kleine separate Räume. Zum einen handelt es sich dabei um das „Haus des Morgens“ auf der Westseite, das den Tempelpriestern zur Reinigung vor dem Ritus und der Aufbewahrung von Gegenständen für die „heilige Handlung“ diente, zum anderen um die liturgische Bibliothek auf der rechten Seite des Eingangs, deren ehemalige Bestandslisten an Papyrusrollen in die Wände eingraviert sind.
Hinter der Vorhalle befindet sich eine weitere Halle, die zweite Säulenhalle, bestückt mit drei Reihen zu je vier Säulen. Auf der Ostwand ist im vierten Register als Ritualszene die göttliche Krönung von Ptolemaios IV. dargestellt. Der für das Königsamt zuständige Gott Herischef überreicht als „Gebieter des Nemes“ das Königskopftuch. Herischef trägt hier unter anderem die Bezeichnung „König der beiden Länder und Herrscher der Ufer, der das Königtum am Uranfang begonnen hat“. Ptolemaios IV. tritt in der Gestalt von Harendotes an Herischef heran und erhält von ihm als „König mit zupackender Kraft hinsichtlich seiner Feinde“ die Atef-Krone des Re-Harachte. Herischef trägt bei der Übergabe den Beinamen „Re an der Stätte seiner Jugend“ und symbolisiert in diesem Moment die beiden Götter Re und Osiris sowie das zentrale Motiv der altägyptischen Mythologie: Das „Fest des Aufhackens der Erde“ aus dem Osirismythos bezüglich der Tötung des Seth durch Horus.

Innenräume des Tempels
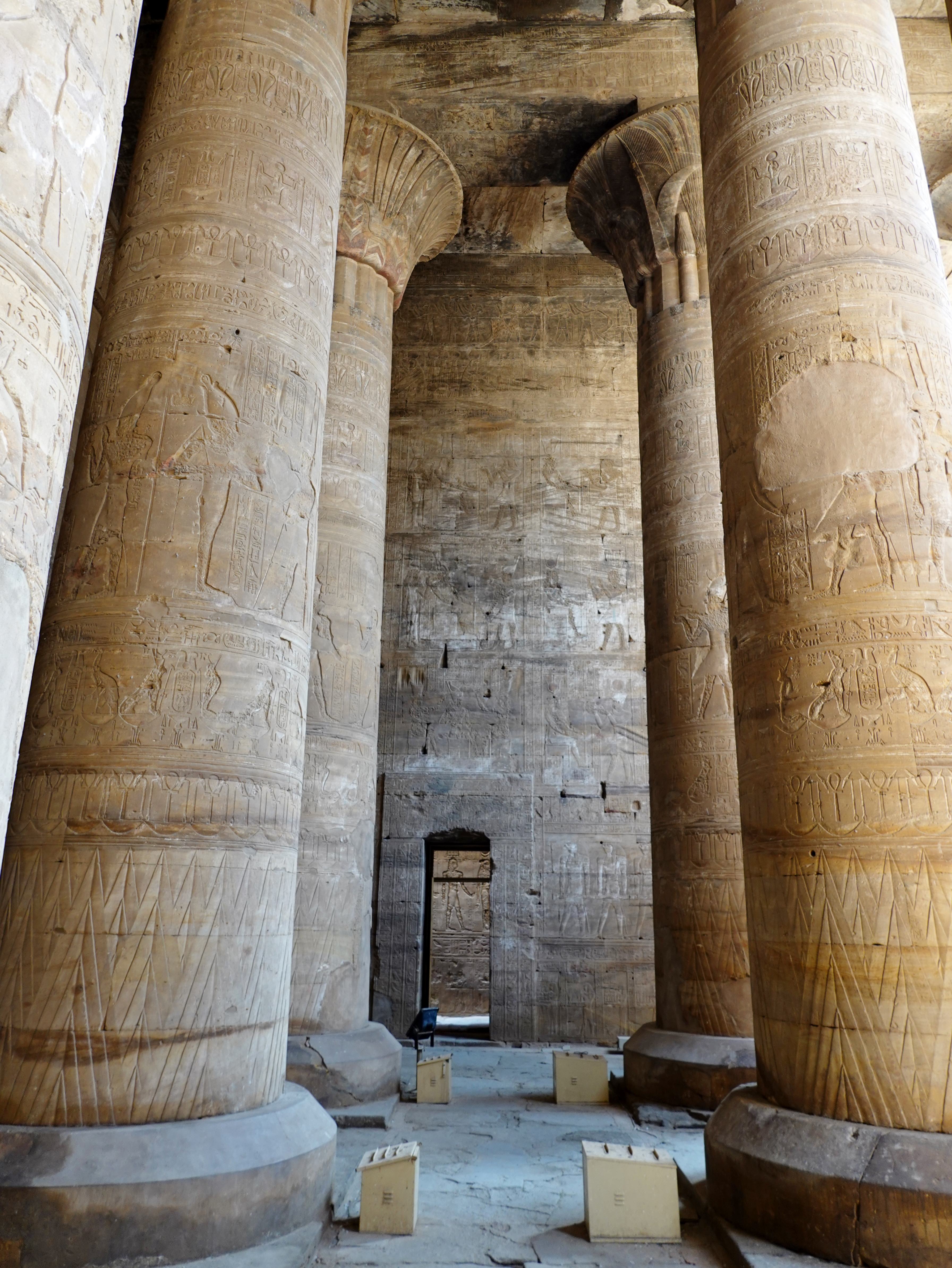
Säulen des Pronaos
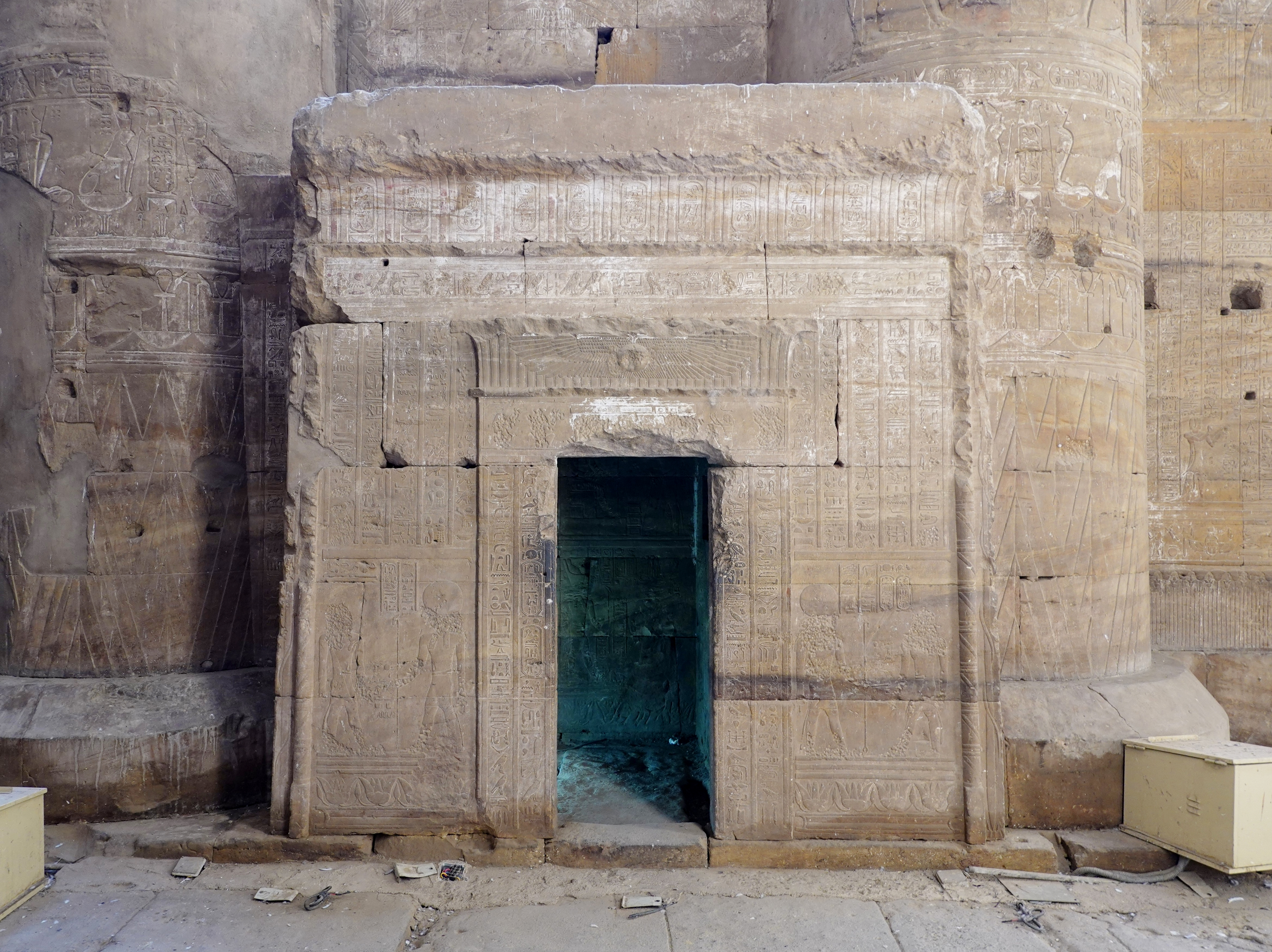
Die Bibliothek
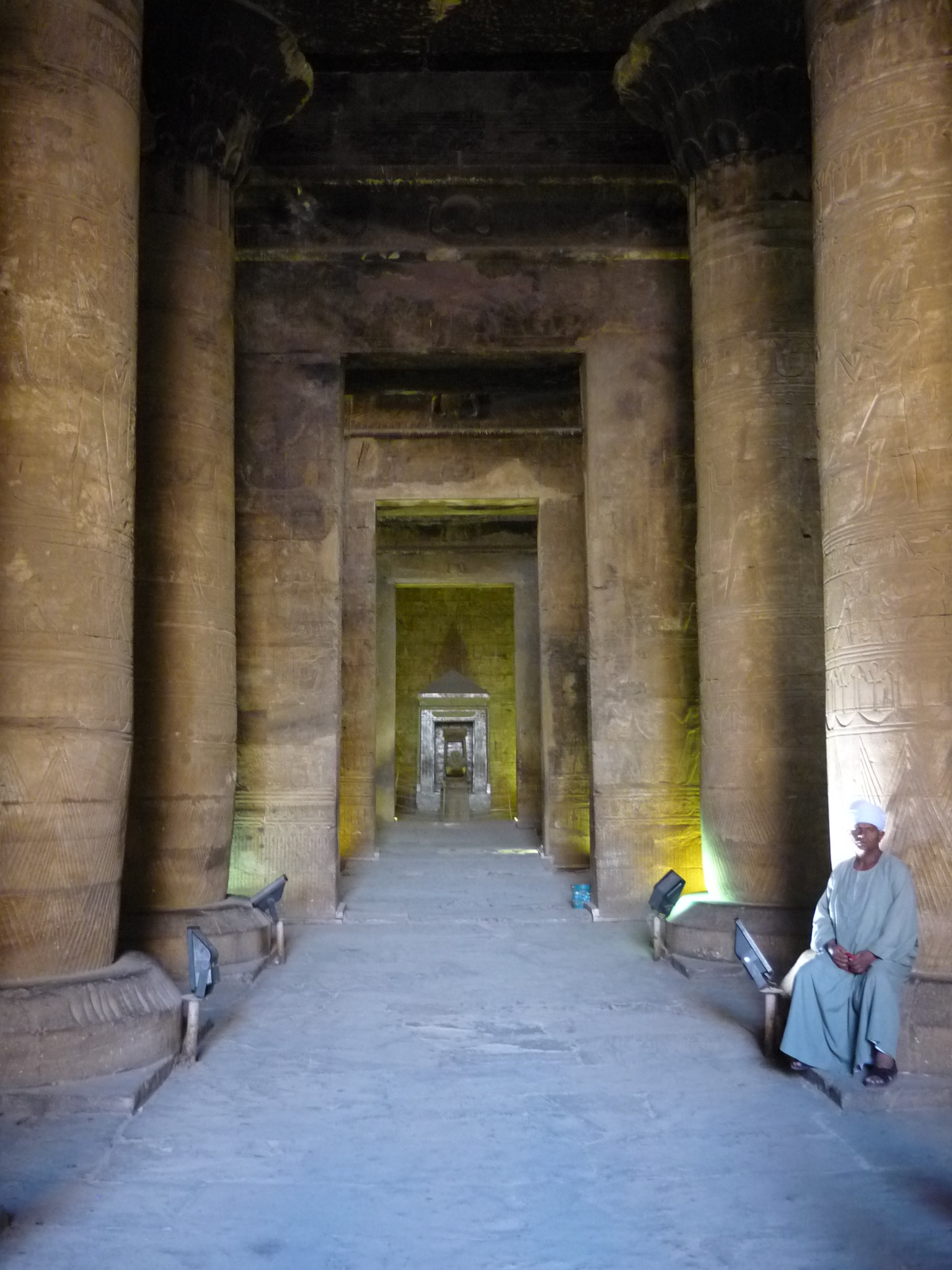
Blick zum Allerheiligsten
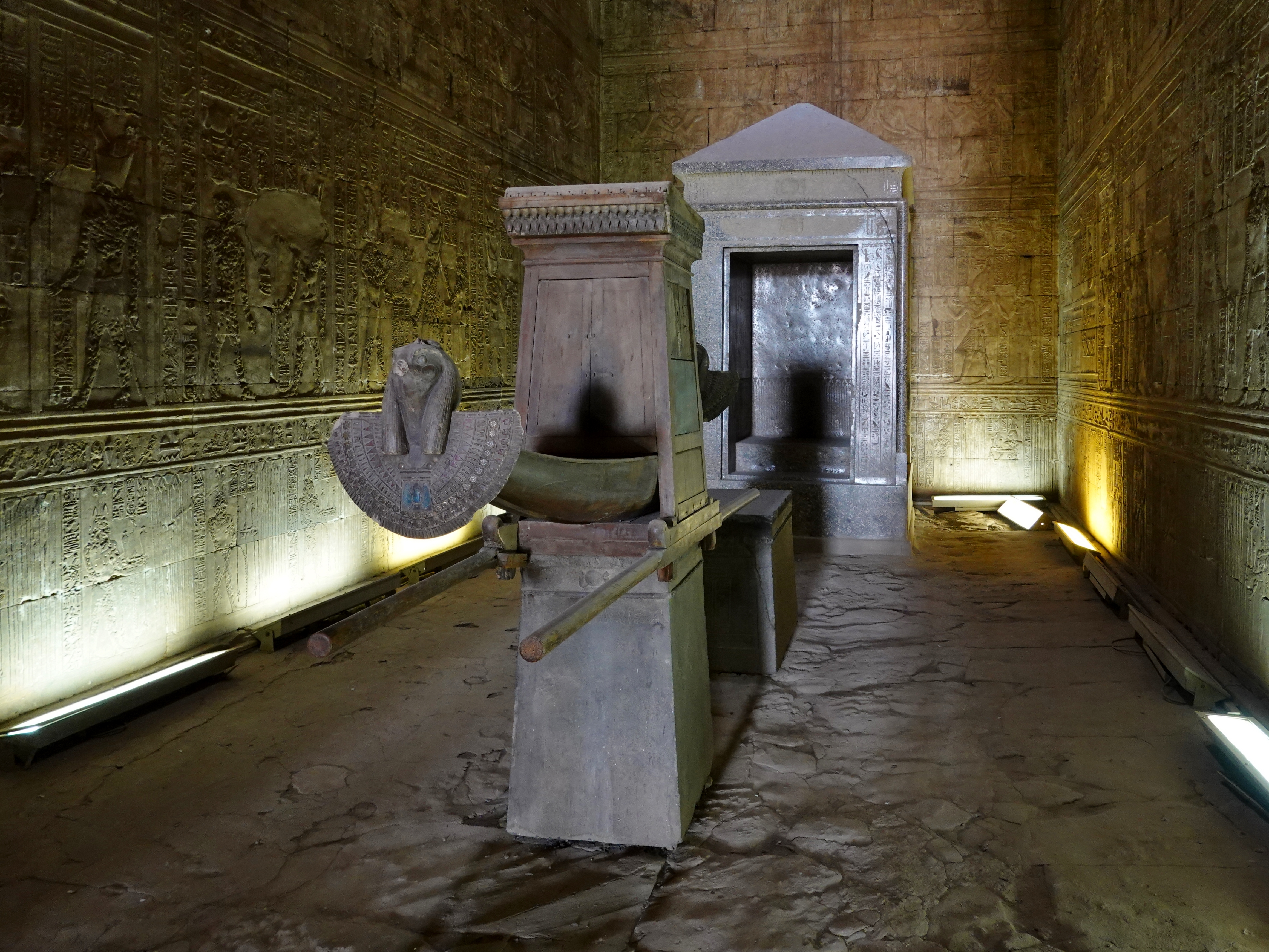
Heilige Barke

Zwischen den Säulen gelangt man weiter ins Innere zum Heiligtum. Von der zweiten Säulenhalle gehen drei Räume ab: 
Linksseitig liegt der Raum der „flüssigen Opfergaben“ mit einer Außentür zum Wandelgang um die Außenmauer des Tempelgebäudes, der auch als „Chambre du Nil“ bezeichnet wird.
Rechts, an der Westseite, gibt es zwei Zugänge: 
1) einmal zum Raum der „festen Opfergaben“ auch als "Trésor" (Schatzkammer) bezeichnet, ebenfalls mit einer äußeren Tür zum Wandelgang
2) zum anderen in einen Arbeitsraum oder Labor, in dem die Opfergaben für die Zeremonien vorbereitet wurden. An den Wänden dieses Raumes sind die Zutaten verzeichnet, die für den Ritus verwendet wurden. Nach den Vorbereitungshandlungen brachte man die zu opfernden Gegenstände in den „Raum der Opfergaben“ hinter der zweiten Säulenhalle in Richtung Heiligtum. Von ihm gehen zwei Treppen auf die darüber gelegene Terrasse ab.
Der sich anschließende „mittlere Saal“ bildete das religiöse Zentrum des Tempels. In seiner Mitte befindet sich ein in sich abgeschlossenes eigenständiges kleines Bauwerk, das das Sancta Sanctorum, das „Allerheiligste“, beherbergte. Um diesen separaten Bau herum gruppieren sich entlang der Außenwand des Tempels jeweils einzelnen Gottheiten des Horuskults geweihte Kapellen, deren Zugänge am „Korridor der Mysterien“, umlaufend um den Bau des Allerheiligsten, liegen. Sowohl die Kapellen als auch der Korridor sind reich mit religiös gestalteten Basreliefs verziert. Im Raum des Allerheiligsten wurde das Bild des Hauptgottes aufbewahrt. Es stand in einem grauen, vier Meter hohen Granitblock, einem Schrein, auch als Naos bezeichnet, der aus der Regierungszeit von Nektanebos II. (360 v. Chr.) stammt und noch an seinem ursprünglichen Standort vorhanden ist. Vor dem Block ist heute eine heilige Barke (auch Sonnenschiff) ausgestellt, die vormals in einem der zehn Räume am „Korridor der Mysterien“ aufbewahrt wurde.

### Das Mammisi

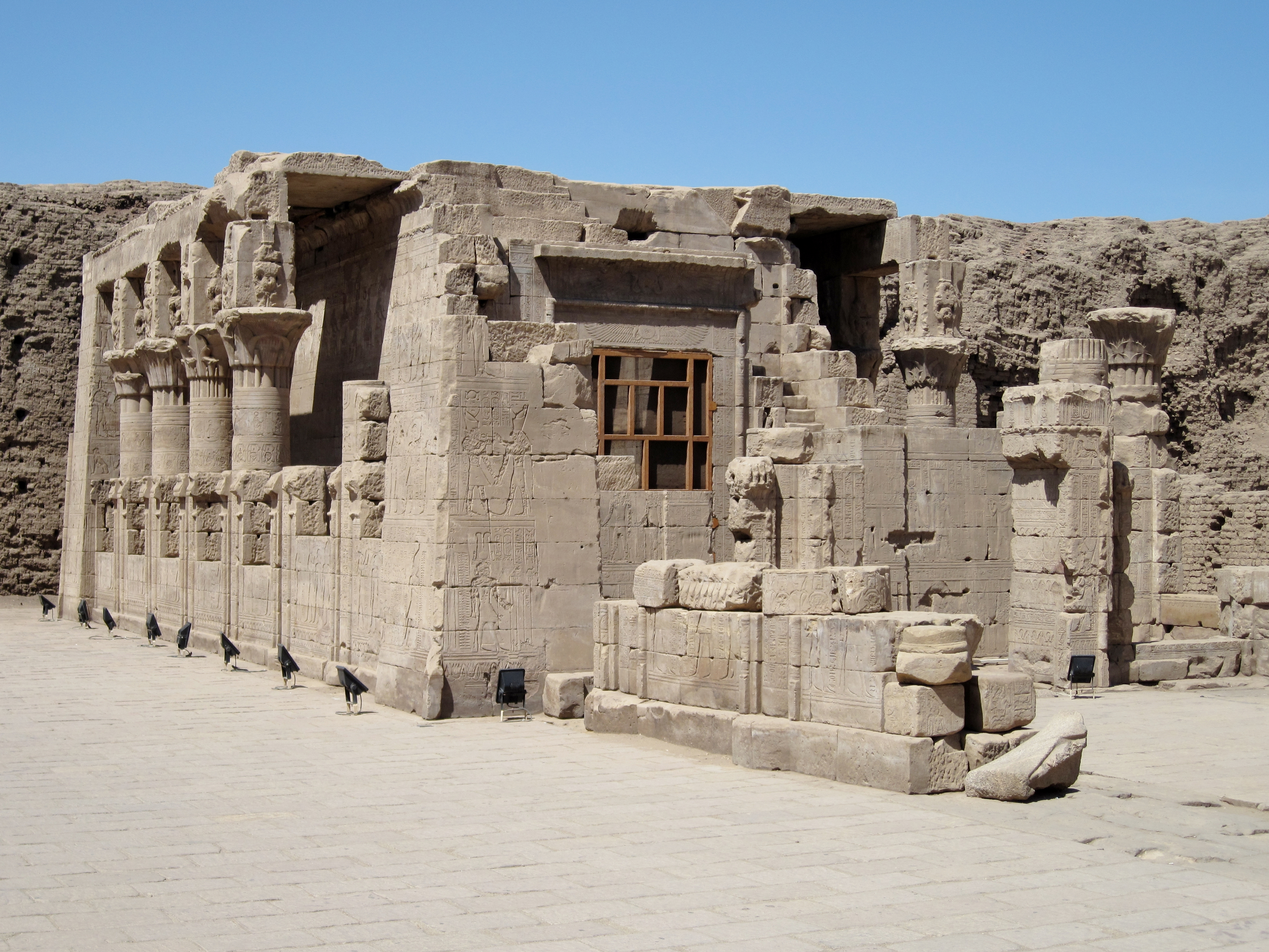
„Die schönen/vollkommenen Räume im Haus der Amme“ (Mammisi von Edfu)

Etwa 60 Meter südwestlich des Hauptportals steht vor dem Pylon des Tempels von Edfu ein kleines, mit Säulen flankiertes Gebäude. Das eingeschossige Bauwerk war ein Heiligtum der Göttin Hathor von Dendara. Während der Herrschaftszeit des Pharao Ptolemaios IX. errichtet, gehörte es zunächst wohl zum Haupttempel, wandelte sich dann aber in ein einzeln stehendes Naïskos (altgriechisch ναϊσκος „Tempelchen“).
Das in ptolemäischer Zeit als Hut-Chenmet („Haus der Amme“) bezeichnete Gebäude war ein so genanntes „Geburtshaus“, ein Mammisi (aus dem Koptischen, „Ort der Geburt“ bedeutend). Im Mammisi von Edfu wurde neben Hathor der Kindgott Hor-Semataui-pa-chered („Harsomtus, das Kind“) als Erbe des Hauptgottes von Edfu Hor-Behdeti verehrt. Hier erneuerte sich jährlich das Wunder der Geburt des Hor-pa-chered, weshalb dies auch ein heiliger Ort für schwangere Frauen war.
Das Innere des Mammisi bestand aus zwei kleinen Räumen und dem Heiligtum. Nach Osten schloss sich ein Vorhof an. Auf beiden Seiten des Gebäudes standen – und stehen zum Großteil noch heute – je fünf Säulen, eine kleine Kolonnade bildend. In gleicher Art ist die Rückwand des Mammisi mit drei Säulen errichtet. Oberhalb der Kapitelle der Säulen ist Bes, Schutzgott des Gotteskindes, also der Nachkommen des Pharao, dargestellt.
Auf den Wändern ist die Geburtslegende abgebildet. Die zugehörigen Szenen haben ihre mythologischen Wurzeln im Neuen Reich, wo die göttliche Geburt des Königs fester Bestandteil der Bildprogramme in den Tempeln des Neuen Reiches war. Die ptolemäischen Könige veränderten jenen Geburtsmythos. In allen Mammisis der griechisch-römischen Zeit ersetzte die jeweilige neue lokale Form eines Kindgottes das vorher bestehende zentrale Königsmotiv des Neuen Reiches. Der Name der beteiligten Gottheiten basierte in den lokalen Mammisis auf dem dort bestehenden Pantheon.